# Diaprepocoris
Genre
Diaprepocoris est un genre de d'insectes hétéroptères (punaises) aquatiques d'Australie, de Tasmanie et de Nouvelle-Zélande. C'est le seul genre vivant de la famille des Diaprepocoridae, dans la super-famille des Corixoidea.

## Description
Ces punaises aquatiques sont comme des Corixidae, mais s'en distinguent par des ocelles placées près du bord interne des yeux sur le front, et par des lames cuticulaires formant une frange aux tarses postérieurs,. Le rostre est court, triangulaire, non mobile et avec des traces vestigiales de segmentation sur la face ventrale. Le pronotum est court, transverse et marqué d'une bande colorée. Le scutellum est grand, triangulaire. Chez le mâle, les trois derniers segments de l'abdomen sont asymétriques. Elles mesurent entre 3.6 et 8.4 mm,.

## Systématique
La classification de ce genre fait encore l'objet de discussions, certains auteurs les plaçant dans une sous-famille des Corixidae, les Diaprepocorinae Lundblad, 1928, ou dans une famille à part entière, les Diaprepocoridae.

## Répartition et habitat
On rencontre ces punaises en Australie et en Tasmanie (trois espèces) et en Nouvelle-Zélande (une espèce), dans des mares ou des lacs.

## Biologie
Il s'agit d'espèces considérées comme carnivores (prédatrices ou nécrophages) de petits invertébrés aquatiques. Toutefois, on a trouvé à l'intérieur de certaines des restes de diatomées et de Zygnematales (algues vertes). Il se peut qu'elles se nourrissent en grattant le biofilm de certains substrats. Diaprepocoris zealandiae est considérée comme herbivore du périphyton.
Comme chez les Corixidae, la respiration est assurée par des bulles d'air, transportées dans certaines parties du corps, et maintenues par des zones de poils hydrofuges, entre les hémélytres et les ailes postérieures, ou sous l'abdomen, qui agissent comme des branchies. Ces punaises se toilettent en frottant la sécrétion d'une glande métathoracique sur les poils hydrofuges. Alors que les Corixidae font cette toilette en flottant à la surface de l'eau, les Diaprepocoris le font à terre. Cette sécrétion contient des substances antibactériennes qui maintiennent la fonction respiratoire de ces poils contre des contaminations.
Diaprepocoris zealandiae est une proie du poisson endémique Galaxias argenteus.

## Liste d'espèces
Selon ITIS (9 avril 2022) :
- Diaprepocoris barycephala Kirkaldy, 1897, Sud de l'Australie, Victoria, Nouvelle-Galles du Sud, Tasmanie[5],[13]
- Diaprepocoris pedderensis Knowles, 1974, du lac Pedder et de ses alentours, Tasmanie[14]
- Diaprepocoris personata Hale, 1924, Ouest de l'Australie[5]
- Diaprepocoris zealandiae Hale, 1924, endémique de Nouvelle-Zélande